# Epirhyssa confracta
Epirhyssa confracta là một loài tò vò trong họ Ichneumonidae.